# آلیسون ویتورث
آلیسون ویتورث (انگلیسی: Allison Whitworth؛ زادهٔ ۱۱ دسامبر ۱۹۸۵) بازیکن فوتبال اهل ایالات متحده آمریکا است.
از باشگاه‌هایی که در آن بازی کرده‌است می‌توان به گلد پراید، آتلانتا بیت، و شیکاگو رد استارز اشاره کرد.